# Джована I Анжуйска
Джована I Анжуйска (на италиански: Giovanna I; * ок. 1326, Неапол, Неаполитанско кралство, † 27 юли 1382, замък на Муро Лукано) е неаполитанска кралица от 1343 г. до смъртта си. Тя е и графиня на Прованс и Фолкаркие, принцеса на Ахея, кралица на Майорка и титулярна кралица на Йерусалим.

## Произход
Джована I е дъщеря на Шарл Анжуйски, херцог на Калабрия (* 1298, † 1328), и на Мария дьо Валоа (* 1309, † 1332). Баща ѝ е най-големият син на неаполитанския крал Робер I Мъдри, а майка ѝ е най-голямата дъщеря на граф Шарл дьо Валоа, брат на френския крал Филип IV, и на третата му съпруга Марго дьо Шатийон-Сен Пол.
Ренесансовият историк Донато Ачаюоли твърди, че Джована е родена във Флоренция, но според изследователката Нанси Голдстоун е много вероятно тя да е родена по време на пътуването на родителите ѝ към града. Точната дата на раждането ѝ не е известна; според някои изследователи тя най-вероятно е родена през 1326 или 1327 г.; обаче, предвид факта, че майка ѝ е родила четири или пет деца по време на 4-годишния си брак, Джоана вероятно е родена през декември 1325 г. или в началото на 1328 г. Ранната смърт на двама от нейните братя и сестри – сестра с различни имена: Елоиза, Луиза или Мария (* 1325, † 1325), и Карл Мартел (* 1327, † 1327) оставя Джована като втора в линията на онаследяване на неаполитанския трон след собствения ѝ баща.

## Биография

### Ранни години
На 9 ноември 1328 г. умира неочаквано баща ѝ Шарл, херцог на Калабрия. Смъртта му изправя дядо ѝ Робер Мъдри пред проблема за наследяването на престола, тъй като посмъртното дете на Шарл също е дъщеря – Мария, родена на 6 май 1329 г. Въпреки че неаполитанският закон не забранява на жени да наследяват трона, концепцията за „царуваща кралица“ е необичайна. Споразумението между Светия престол и дядото на Робер Мъдри – крал Шарл I Анжуйски, изрично признава правото на потомците на Шарл I Анжуйски да наследят неаполистанския престол, но също така предвижда, че монархът от женски пол трябва да се омъжи и да предостави управлението на съпруга си. Освен това неаполитанската кралска династия е клон на френската кралска династия на Капетингите, а французите изключват жените от наследството на кралството. Племенникът на Робер – унгарският крал Карл Роберт Анжуйски, е лишен от наследство в полза на Робер през 1296 г., но така и не изоставя претенцията си към Кралство Неапол. Папа Йоан XXII години наред игнорира исканията на Карл Роберт, но подкрепата на Робер Мъдри за францисканците (които папата счита за еретици) и небрежността му при изплащането на годишния данък към Светия престол пораждат напрежение между Неапол и Папството. Двамата по-малки братя на Робер Мъдри – Филип I, принц на Таранто, и Жан, херцог на Драч, също може да претендират за трона срещу жена-монарх.
Крал Робер Мъдри е решен да осигури наследяването на престола за собствените си потомци и посочва Джована и Мария за свои наследници на публична церемония в замъка Кастел Нуово в Неапол на 4 декември 1330 г. Жан Драчки и съпругата му Агнес от Перигор приемат решението на Робер (вероятно с надеждата, че един от тримата им сина може да се ожени за Джована), но Филип I от Таранто и съпругата му Катерина дьо Валоа-Куртене решават да не се подчинят. Когато на Джована е предоставено правото да наследи дядо си на 30 ноември, Жан и Агнес са сред неаполитанските васали, които ѝ се заклеват във вярност, но Филип и Катерина не присъстват на церемонията. Дори папата успява само да убеди Филип да изпрати заместник в Неапол, за да отдаде почит на Джоана от негово име на 3 март 1331 г.
Междувременно унгарският крал Карл Роберт Анжуйски моли папата да убеди неаполитанския крал да възстанови двата феода, които бащата на Карл Роберт Унгарски – Карл Мартел, е държал в Княжество Салерно и частта в Монте Сант'Анджело на него и синовете му. Той също така предлага брак, като иска ръката на Джована за един от синовете си. Папата подкрепя плана и непрекъснато призовава Робер да го приеме. Вдовицата Катерина дьо Валоа-Куртене се обръща към своя полубрат – френския крал Филип VI, за да се намеси и да блокира брака. Тя предлага синовете си Роберт, принц на Таранто, и Луи I като подходящи съпрузи за Джована и Мария. Папата е твърд и на 30 юни 1331 г. издава була, нареждайки Джована и сестра ѝ да се омъжат за синовете на Карл Робер I. Първоначално най-големият син на Карл Роберт I, Лайош, е определен за съпруг на Джована. По-малкият му брат Андраш (Андрей) е заместник на Лайош само в случай на преждевременна негова смърт. По време на преговорите обаче Карл Робер I променя решението си и настоява Андраш да се ожени за Джована.
След смъртта на майката на Джована през 1332 г. втората съпруга на Робер (доведената баба на Джована) Санча Майоркска поема отговорност за образованието на нея и сестра ѝ Мария. Санча, пламенна покровителка на Духовните францисканци (Fraticelli), живее като кларисинска монахиня, въпреки че папата отказва да анулира брака ѝ с крал Робер. Придворната дама на Джована и Мария – Филипа от Катания, упражнява още по-голямо влияние върху тяхното образование. Санча и Филипа са най-влиятелните личности в двора на Робер, където, според Бокачо, не се вземат решения без тяхното съгласие.
Израснала в културния и изискан двор на дядо си, Джована очевидно не получава формално образование или, ако го получава, то не е много точно, като се има предвид, че анжуйските документи не споменават имената на нейните учители. Вероятно изучава книгите в кралската библиотека, която съдържа писанията на Тит Ливий, Паоло да Перуджа, Свети Григорий и Марко Поло. Изглежда обаче, че когато достига зряла възраст, тя е в състояние да се изразява на латински (както могат да докажат съхранените ѝ писма), френски, италиански и провансалски. Хронистът Доменико да Гравина потвърждава, че и Джоана, и сестра ѝ Мария са били „информирани за всяко изкуство и добродетел от самия господар крал Робърт и от кралица Санча".
През лятото на 1333 г. Карл Робер I Унгарски пристига лично в Неапол, за да завърши преговорите с чичо си относно брака на Джована и Андрей. Той не пести пари по време на гостуването си, защото иска да демонстрира своето богатство и мощ. След по-нататъшни преговори двамата крале постигат споразумение за годеж между Андрей и Джована, но също така предвиждат, че Андрей трябва да се ожени за Мария, ако надживее Джована, а един от оцелелите синове на Карл Роберт I – Лайош или Ищван, трябва да се ожени за Джована, ако Андрей умре преди нея. Брачният договор е тържествено подписан на 26 септември. На следващия ден Робер предоставя на Джована и Андрей Херцогство Калабрия и Княжество Салерно. Папата предоставя необходимото разрешение за браковете през ноември 1333 г. Бракът остава неконсумиран в продължение на години, най-вероятно поради незрялата възраст на Джована и Андрей, но това поражда конфликти между различните клонове на Сицилианските Анжуйци.
Андрей израства в Неапол, но той и унгарските му прислужници се смятат за чужденци. Неговите братовчеди (синовете на Филип I от Таранто и Жан Драчки) и дори Джована често му се подиграват. Както съвременните, така и по-късните автори са убедени, че крал Роберт първоначално е искал да номинира Андрей за свой наследник. Например Джовани Вилани твърди, че кралят „иска неговият племенник, син на краля на Унгария, да го наследи след смъртта му“. Миниатюрите от Анжуйската Библия обаче изобразяват само Джована, носеща корона в края на 1330-те г. Тъй като кралят я е поръчал, изображенията предполагат, че той е решил да пренебрегне претенциите на Андрей за трона. Всъщност в последната си воля той посочва Джована като негов единствен наследник на Неапол, Прованс, Форкалкие и Пиемонт и също така ѝ завещава претенциите си за Кралство Йерусалим. Той също така постановява, че сестра ѝ Мария трябва да наследи владенията на Джована, ако тя умре бездетна. Крал Робърт не нарежда коронацията на Андрей, като по този начин го изключва от управлението на Неапол. Умиращият крал също така създава регентски съвет, състоящ се от най-доверените му съветници – вицеканцлера Филип дьо Кабасол, епископ на Кавайон, Филипо ди Санджинето, велик сенешал на Прованс, и адмирал Джифредо ди Марцано, и оглавяван от Санча. Той нарежда Джована да може да започне да управлява сама едва след 21-ия си рожден ден, пренебрегвайки обичайното право, което установява 18 години като възраст за пълнолетие.

## Кралица на Неапол

### Встъпване
Крал Робер умира на 20 януари 1343 г. на 67-годишна възраст, след 34 години като крал на Неапол. При вземането на последното си причастие той изразява желанието си внучка му Джована да наследи престола на Неапол, но не споменава нищо за ролята на съпруга ѝ в управлението на кралството. Два дни по-късно Андрей е произведен в рицар и бракът му с Джована е сключен в съответствие с последните желания на покойния крал. След това съпрузите се срещат главно помежду си само на важни държавни и религиозни церемонии. В останалите случаи те ходят в отделни църкви, посещават отделни места и Джована дори забранява на съпруга си да влиза в спалнята ѝ без нейно разрешение. 15-годишният Андрей няма собствена хазна и придворните на Джована контролират ежедневните му разходи.
Когато пише за политическата ситуация в Кралство Неапол след смъртта на крал Робер, Франческо Петрарка описва Джована и Андрей като „две агнета, поверени на грижите на множество вълци, и аз виждам кралство без крал“. Повечето политически фактори се възмущават от създаването на Регентския съвет. Джована се обръща към папа Климент VI и го моли да предостави титлата „крал“ на съпруга ѝ, най-вероятно защото иска да осигури подкрепата на Унгарските Анжуйци, за да съкрати срока на своето малолетие. Папата разглежда създаването на регентския съвет като узурпация на суверенните му права, но иска да контролира администрацията на Неапол. Той отхвърля предложението на Джована, но рядко отправя писма директно до съвета.
Агнес от Перигор иска да осигури брака на сестрата на Джована, Мария, с най-големия си син Карл Драчки. Вдовстващата кралица Санча и Джована подкрепят нейния план, но знаят, че Катерина дьо Валоа-Куртене ще се противопостави на брака. Братът на Агнес, Ели дьо Талейран-Перигор, е най-влиятелният кардинал в двора на папата в Авиньон. Той убеждава Климент VI да издаде папска була на 26 февруари 1343 г., разрешаваща Карл Драчки да се ожени за всяка жена, която прецени. Владеейки булата, Мария е сгодена за Карл в присъствието на Джована, Санча Майоркска и други членове на регентския съвет в Кастел Нуово на 26 март. Годежът възмущава Катерина дьо Валоа-Куртене, която се обръща към френския крал Филип VI и папата, изисквайки от тях отмяната му. Два дни след сгодяването Карл Драчки отвлича Мария в замъка си, където двамата се женят тайно пред свещеник и бракът скоро е сключен.
Вторият син на Катерина дьо Валоа-Куртене, Луи Анжуйски от Таранто, нахлува във владенията на Карл Драчки. Карл събира войските си, за да осигури отбраната на именията си. Тайният брак на сестра ѝ вбесява Джована и тя изпраща писма до папата с искане за отмяна на брака. Папа Климент VI отказва и заповядва на кардинал Талейран-Перигор да изпрати пратеник в Неапол да посредничи за постигане на компромис. Емисарят на кардинала убеждава страните да подпишат споразумение на 14 юли 1343 г. Легитимността на брака на Карл и Мария е призната, но Катерина дьо Валоа и нейните синове получават парично обезщетение от кралската хазна. Джована загубва доверието както в сестра си, така и към Драчкия клон на семейството си и започва да насърчава кариерата на нейните най-доверените васали, включително Филипа от Катания, Робер и незаконния си чичо Шарл д'Артоа.
След получаването на специална папска благословия Джована I е коронована за кралица на Неапол през август 1344 г. Страхувайки се за живота си, Андрей пише на майка си Елжбета Локетек, че иска скоро да напусне страната. Обезпокоена, Елжбета пристига в Неапол, за да реши семейните проблеми на сина си. Преди да си замине, тя моли папата да позволи синът ѝ да бъде коронясан за крал на Неапол.
През 1344 г. Джована губи важен съюзник, след като доведената ѝ баба Санча Майоркска, която ѝ помага в борбата срещу различните дворцови групировки, се оттегля в манастир. Джована обаче продължава да устоява на засилващия се папски натиск върху кралството. В едно писмо до папата тя се съгласява съпругът ѝ да бъде коронован за крал, но при условие че единствено тя ще се смята за благословена от Бога.

### Убийство на първия ѝ съпруг
Когато кралицата се разболява през лятото на 1344 г., Андрей предизвиква скандал, като заповядва да бъдат освободени братята Пипиниди, които са осъдени за убийство, изнасилване, грабеж, измяна и други престъпления. Освен това имуществото на братята е конфискувано и раздадено на други благородници, което сега настройва повечето от тях срещу Андрей.
Решени да предотвратят коронацията на Андрей, част от благородниците организират заговор за убийството му. Докато кралят и кралицата се намирали в Аверса, където са на лов, през нощта на 18 срещу 19 септември 1345 г. Андрей излиза сам от стаята си, при което е нападнат от заговорниците, които залостват вратите зад него. Въпреки че Андрей вика за помощ, а кралицата се намира в една от съседните стаи, той е удушен с въже, а тялото му е хвърлено през прозореца. Свидетел на убийството става дойката му, която по-късно разказва за случилото се на брат му Лайош. Ролята на Джована в заговора за убийството на съпруга ѝ остава неразкрита, макар че слуховете ѝ приписват активна роля в събитията.

### Брак с Луи Анжуйски и война с Унгария
На 25 декември 1345 г. Джована ражда син от покойния си съпруг. На следващата година кралицата се омъжва за братовчед си – принца на Таранто Луи Анжуйски. Отказът ѝ да вземе за съпруг по-малкия брат на покойния Андрей – Ищван, дава повод на унгарците да я обвинят в убийството на Андрей.

В писмото си от 15 януари 1346 г. до папа Климент VI Лайош I Велики изисква от папата да детронира кралицата -„съпругата-убийца“ в полза на Карл Мартел, нейният новороден син от Андрей. Лайош също претендира за регентство на кралството по време на малолетието на племенника си, позовавайки се на бащиното си потекло от първороден син на бащата на Робер Мъдри, Шарл II Анжуйски. Той дори обещава да увеличи размера на годишния данък, който кралете на Неапол да плащат на Светия престол. След като папата не успява да разследва напълно убийството на Андрей, Лайош решава да нахлуе в Южна Италия. Като подготовка за инвазията той изпраща своите пратеници в Анкона и други италиански градове преди лятото на 1346 г.
През 1348 г. войските на унгарския крал Лайош I Велики навлизат в Неаполитанското кралство, а Джована и съпругът ѝ са принудени да бягат в Прованс. Разразилата се по това време чумна епидемия принуждава Лайош да се оттегли в Унгария, но на следващата година войските му отново окупират Неапол, принуждавайки кралицата и съпруга ѝ да търсят спасение в Гаета. Този път посредник между двамата става папа Климент VI, който убеждава Джована и Лайош да се съгласят на безпристрастно разследване на смъртта на Андрей. Разследването, извършено от папските легати, приключва със заключението, че Джована е участвала в организирането на убийството на съпруга си, но и че кралицата нямала никаква вина за това, тъй като действията ѝ били направлявани от дявола. Унгарският крал признава заключенията на доклада и се оттегля от Неапол, признавайки властта на Джована над кралството. Скоро обаче излиза наяве и причината за папското снизхождение към Джована – кралицата се отплаща на светия отец, като му продава град Авиньон срещу нищожна сума.
С течение на времето унгарците започват да се разглеждат като варвари от неаполитанския народ, включително Джовани Бокачо (който описва Лайош Велики като „бяс“ и „по-злобен от змия“), така че е лесно за кралицата и съпругът ѝ да спечелят популярност след завръщането си.

### Среща с Бокачо
Блясъкът, който цари в нейния двор благодарение на покровителството на литературата и изкуството, контрастира на бедното и потиснато състояние на обикновения народ.
През 1351 г. Бокачо като пратеник на Флоренция получава възможност да пребивава при двора на кралица Джована. Там той се запознава и с нейната дама Мария Аквинска, описана от него впоследствие под името „Фиамета“.

### Крал Луи от Таранто
От началото на 1349 г. нататък всички документи на кралството се издават от името на съпруга и съпругата, а Луи безспорно контролира военните крепости. На монети, издадени по време на съвместното им управление, името на Луи винаги предшества името на Джована. Въпреки че той не е официално признат от Климент за крал и съуправител до 1352 г., вероятно неаполитанците го считат за свой монарх от момента, в който той започва да действа като такъв.
Луи се възползва от сътресенията, причинени от поредната унгарска атака, за да отнеме напълно кралската власт от съпругата си. Той прочиства двора от нейните поддръжници. Освобождава се от нейния любимец Енрико Карачоло, който е обвинен в прелюбодейство през април 1349 г. и много вероятно е екзекутиран. Два месеца по-късно, на 8 юни 1349 г. дъщерята на Луи Катерина умира на 1-годишна възраст.
След поредното унгарско настъпление, което стига до стените на Неапол през 1350 г., папа Климент VI изпраща легата Реймонд Саке, епископ на Сен-Омер, с флот, командван от Юг дьо Бо. След това Луи от Таранто обещава да уважи независимостта на Джована. Малко след това Лайош Велики, тежко ранен, се завръща в страната си.
През октомври 1351 г. Джована ражда второто си дете от Луи – другата им дъщеря Франсоаза. Пет месеца по-късно, на 23 март 1352 г., Луи получава официалното признание на папа Климент VI като съуправител на съпругата си във всичките сфери на управление. На 27 май 1352 Луи е коронясан заедно с нея от архиепископа на Брага в Неапол. Няколко дни по-късно, на 2 юни, Франсоаза, единственото оцеляло дете на двойката, умира на 8 месеца.
В същото време войските на наемника Арно де Черволе разграбват Прованс на 13 юли 1357 г.. Филип II от Таранто, брат на Луи (и трети съпруг на сестрата на Джована Мария Калабрийска от април 1355 г.), е изпратен в Прованс като генерален викарий, за да се бори срещу силите, които опустошават Прованс. Той купува подкрепата на войските на графа на Арманяк, което също показва страха за местните хора. Накрая папа Инокентий VI постига освобождаването на тези групи отново с плащания.
Луи от Таранто, който настива по време на къпане, се разболява. Състоянието му се влошава в продължение на един месец и той умира на 25 май 1362 г. Приживе вторият ѝ съпруг оказва благотворно влияние върху кралицата, обуздавайки разточителството и лекомислието ѝ. Фактически Луи управлява кралството вместо съпругата си от 1346 до 1362 г. След смъртта му Джована отново управлява сама кралството си.

### Брак с Хайме IV
За третия си съпруг – титулярния крал на Майорка Хайме IV, Джована се омъжва през 1363 г., при условието че той няма да се меси в държавните дела на Неапол и няма да бъде коронясан за крал на Неапол. Хайме IV действително не се меси в управлението на Неапол, отдавайки се на борбата срещу Арагон, който владее по това време Майорка. Хайме IV дори е пленен от Арагонците и се налага Джована да изплати откуп за освобождаването му, а след връщането му в Неапол тя дори го поставя под домашен арест. Хайме IV обаче успява да избяга и умира по време на последната си кампания срещу Арагон през 1374 г.

#### Ахейско княжество
През 1373 г. Филип II от Таранто, брат на втория ѝ съпруг, преотстъпва на Джована I Ахейското княжество.

### Конфликт с папата и смърт
Обзета от манията да се сдобие с наследник на престола (синът ѝ умира още като дете), Джована жени родственика си Шарл III Анжуйски, херцог на Драч, за племенницата си Маргарита и ги обявява за свои наследници.
През 1380 г., по време на папската схизма, Джована заема страната на авиньонския антипапа Климент VII. Неговият противник папа Урбан VI я отлъчва от Църквата и обявява Шарл Анжуйски за законен крал на Неапол. Конфликтът с папата и признаването на Шарл за крал принуждават Джована да встъпи спешно в брак с авантюриста Отон Брауншвайгски и да осинови Луи I Валоа-Анжуйски – брат на френския крал Шарл V. Преди Луи да успее да окаже помощ на осиновителката си, Шарл III Анжуйски успява да разбие неаполитанските войски, командвани от Отон, и да влезе в Неапол на 26 юни 1381 година, обсаждайки кралицата в Кастел дел Ово. През август Отон прави опит да освободи съпругата си, но е заловен и хвърлен в тъмница.
Скоро след това Джована е принудена да се предаде и е затворена в крепостта Сан Феле близо до Муро Лукано. Шарл Анжуйски дълго време се опитва да убеди Джована да се отрече от осиновяването на Луи I Валоа-Анжуйски. Притиснат от коронацията на Луи за неаполитански крал, извършена лично от Урбан VI, и от неговите военни сили, Шарл Анжуйски заповядва Джована I да бъде убита. Кралицата е удушена с възглавница на 12 май 1382 г.

## Потомство
Джована се омъжва четири пъти, но има деца само от първите два брака:
∞ 1. l 26 септември 1333 (договор) за далечния си братовчед Андрей Анжуйски/Унгарски (* 30 октомври 1327, † 18 септември 1345, Аверса), син на краля на Унгария Карл Роберт I и на съпругата му Елисавета Полска, от когото има един син:
- Карл Мартел Неаполитански (* 25 декември 1345, † 12 май 1348). Взет под попечителството на чичо си по бащина линия, краля на Унгария и на Полша Лайош I Велики по време на нахлуването му в Неапол, детето умира в унгарския двор.

∞ 2. за братовчед си Луи Анжуйски (Луи I от Таранто), от когото има две дъщери:
- Катерина Неаполитанска (* 1347,  † 1363)
- Франческа Неаполитанска (* 1349,  † 1352)